# Georgi Boschilow
Georgi Boschilow (auch Georgi Bozhilov geschrieben, bulgarisch Георги Божилов; * 11. Februar 1987 in Sofia, Bulgarien) ist ein bulgarischer Fußballspieler.

## Karriere
Georgi Boschilow verletzte sich in der Saison 2009/10 und konnte nicht, wie vom Trainer Krassimir Balakow vom FC Tschernomorez Burgas gewünscht, im ersten Team eingesetzt werden. Er bestritt mehrere Spiele für die zweite Mannschaft von Tschernomorez, die in der zweiten Liga spielte. Am 31. August 2009 wurde bekanntgegeben, dass Georgi Boschilow bis zur Winterpause an den Erstligisten Lokomotiw Plowdiw für 25.000 EUR ausgeliehen wird. Im Vertrag wurde auch eine eventuelle Verlängerung bis zum Ende der Saison ebenfalls für 25.000, wie auch eine Option für den kompletten Wechsel nach Plowdiw für 200.000 EUR festgelegt.
In der Winterpause 2009/10 wechselte Boschilow zum Tscherno More Warna.